# Lev Skvorcov
Lev Igoreviç Skvorcov (in kazako Лев Игоревич Скворцов?; Talǧar, 2 febbraio 2000) è un calciatore kazako, difensore dell'Aqtöbe, in prestito dal Chimki, e della nazionale kazaka.

## Carriera

### Club
Cresciuto nel settore giovanile dell'Astana, debutta in prima squadra il 18 aprile 2018 in occasione dell'incontro di Qazaqstan Kubogy perso per 3-1 contro il Maqtaaral. Il 31 ottobre successivo ha esordito anche in Qazaqstan Prem'er Ligasy, disputando l'incontro perso per 3-1 contro lo Shahter Qaraǵandy. La stagione successiva gioca solo un incontro nella coppa nazionale; nel 2020 viene ceduto in prestito all'Atyrau, in seconda divisione, per l'intera durata della stagione. Poco prima dell'inizio della stagione 2022, viene acquistato a titolo definitivo dal Tūran Türkistan, altro club della massima divisione kazaka. Nel gennaio del 2023 si trasferisce in Russia al Chimki.

### Nazionale
Ha giocato nelle nazionali giovanili kazake Under-18, Under-19 ed Under-21.
Il 26 marzo 2023 ha esordito con la nazionale maggiore kazaka disputando l'incontro vinto per 3-2 contro Danimarca, valido per le qualificazioni al campionato europeo di calcio 2024.

## Statistiche

### Presenze e reti nei club
Statistiche aggiornate al 26 marzo 2023.
| Stagione        | Squadra         | Campionato      | Campionato | Campionato | Coppe nazionali | Coppe nazionali | Coppe nazionali | Coppe continentali | Coppe continentali | Coppe continentali | Altre coppe | Altre coppe | Altre coppe | Totale | Totale |
| Stagione        | Squadra         | Comp            | Pres       | Reti       | Comp            | Pres            | Reti            | Comp               | Pres               | Reti               | Comp        | Pres        | Reti        | Pres   | Reti   |
| --------------- | --------------- | --------------- | ---------- | ---------- | --------------- | --------------- | --------------- | ------------------ | ------------------ | ------------------ | ----------- | ----------- | ----------- | ------ | ------ |
| 2018            | Astana          | PL              | 1          | 0          | CK              | 1               | 0               | UCL+UEL            | 0                  | 0                  | SK          | 0           | 0           | 2      | 0      |
| 2019            | Astana          | PL              | 0          | 0          | CK              | 1               | 0               | UCL+UEL            | 0                  | 0                  | SK          | 0           | 0           | 1      | 0      |
| 2020            | Atyrau          | 1L              | 10         | 0          |                 | -               | -               |                    | -                  | -                  |             | -           | -           | 10     | 0      |
| 2021            | Astana          | PL              | 1          | 0          | CK              | 5               | 0               | UECL               | 0                  | 0                  | SK          | -           | -           | 6      | 0      |
| Totale Astana   | Totale Astana   | Totale Astana   | 2          | 0          |                 | 7               | 0               |                    | 0                  | 0                  |             | 0           | 0           | 9      | 0      |
| 2022            | Tūran Türkistan | PL              | 22         | 0          | CK              | 2               | 0               |                    | -                  | -                  |             | -           | -           | 24     | 0      |
| gen.-giu. 2023  | Chimki          | PL              | 0          | 0          | CR              | -               | -               |                    | -                  | -                  |             | -           | -           | 0      | 0      |
| Totale carriera | Totale carriera | Totale carriera | 34         | 0          |                 | 9               | 0               |                    | 0                  | 0                  |             | 0           | 0           | 43     | 0      |

### Cronologia presenze e reti in nazionale
| Cronologia completa delle presenze e delle reti in nazionale ― Kazakistan | Cronologia completa delle presenze e delle reti in nazionale ― Kazakistan | Cronologia completa delle presenze e delle reti in nazionale ― Kazakistan | Cronologia completa delle presenze e delle reti in nazionale ― Kazakistan | Cronologia completa delle presenze e delle reti in nazionale ― Kazakistan | Cronologia completa delle presenze e delle reti in nazionale ― Kazakistan | Cronologia completa delle presenze e delle reti in nazionale ― Kazakistan | Cronologia completa delle presenze e delle reti in nazionale ― Kazakistan |
| Data                                                                      | Città                                                                     | In casa                                                                   | Risultato                                                                 | Ospiti                                                                    | Competizione                                                              | Reti                                                                      | Note                                                                      |
| ------------------------------------------------------------------------- | ------------------------------------------------------------------------- | ------------------------------------------------------------------------- | ------------------------------------------------------------------------- | ------------------------------------------------------------------------- | ------------------------------------------------------------------------- | ------------------------------------------------------------------------- | ------------------------------------------------------------------------- |
| 26-3-2023                                                                 | Astana                                                                    | Kazakistan                                                                | 3 – 2                                                                     | Danimarca                                                                 | Qual. Euro 2024                                                           | -                                                                         | 34’                                                                       |
| 16-6-2023                                                                 | Parma                                                                     | San Marino                                                                | 0 – 3                                                                     | Kazakistan                                                                | Qual. Euro 2024                                                           | -                                                                         | 78’                                                                       |
| 19-6-2023                                                                 | Belfast                                                                   | Irlanda del Nord                                                          | 0 – 1                                                                     | Kazakistan                                                                | Qual. Euro 2024                                                           | -                                                                         | 68’                                                                       |
| 7-9-2023                                                                  | Astana                                                                    | Kazakistan                                                                | 0 – 1                                                                     | Finlandia                                                                 | Qual. Euro 2024                                                           | -                                                                         | 67’                                                                       |
| 17-10-2023                                                                | Helsinki                                                                  | Finlandia                                                                 | 1 – 2                                                                     | Kazakistan                                                                | Qual. Euro 2024                                                           | -                                                                         | 86’ 90+4’                                                                 |
| 17-11-2023                                                                | Astana                                                                    | Kazakistan                                                                | 3 – 1                                                                     | San Marino                                                                | Qual. Euro 2024                                                           | -                                                                         | 54’                                                                       |
| 9-9-2024                                                                  | Lubiana                                                                   | Slovenia                                                                  | 3 – 0                                                                     | Kazakistan                                                                | UEFA Nations League 2024-2025 - 1º turno                                  | -                                                                         | 76’                                                                       |
| 13-10-2024                                                                | Almaty                                                                    | Kazakistan                                                                | 0 – 1                                                                     | Slovenia                                                                  | UEFA Nations League 2024-2025 - 1º turno                                  | -                                                                         | 69’                                                                       |
| Totale                                                                    |                                                                           | Presenze                                                                  | 8                                                                         |                                                                           | Reti                                                                      | 0                                                                         |                                                                           |

## Palmarès

### Club

#### Competizioni nazionali
- Campionato kazako: 1

Astana: 2018
- Birinşi Lïga: 1

Atyraý: 2020 (girone B)